# Montréal-les-Sources
Montréal-les-Sources település Franciaországban, Drôme megyében. Lakosainak száma 25 fő (2022. január 1.). Montréal-les-Sources Arpavon, Le Poët-Sigillat, Sahune és Saint-May községekkel határos.

## Népesség
A település népességének változása:
| Lakosok száma | 35   | 37   | 33   | 28   | 29   | 26   | 23   | 24   | 23   | 25   |
|               | 1968 | 1982 | 1990 | 2006 | 2013 | 2015 | 2017 | 2019 | 2020 | 2022 |